# هدف‌گیری با کمک هوش مصنوعی توسط اسرائیل در نوار غزه
به عنوان بخشی از جنگ اسرائیل و حماس ، نیروی دفاعی اسرائیل (IDF) از هوش مصنوعی برای انجام سریع و خودکار بسیاری از فرآیندهای تعیین بمباران استفاده کرده است. اسرائیل بمباران نوار غزه را که در جنگ های قبلی به دلیل تمام شدن اهداف نیروی هوایی اسرائیل محدود شده بود، بسیار گسترش داده است.
این ابزارها عبارتند از Gospel، یک هوش مصنوعی که به طور خودکار داده های نظارتی را به دنبال ساختمان ها، تجهیزات و افرادی که تصور می شود متعلق به دشمن هستند، بررسی می کند و پس از یافتن آنها، بمباران اهداف را به یک تحلیلگر انسانی توصیه می کند که ممکن است تصمیم بگیرد که نسبت به آن هدف، چه اقدامی لازم است انجام گیرد.
منتقدان استدلال کرده‌اند که استفاده از این ابزارهای هوش مصنوعی غیرنظامیان را در معرض خطر قرار می‌دهد، مسئولیت‌پذیری را محو می‌کند و به خشونت‌های نظامی نامتناسب منجر می‌شود که نقض قوانین بشردوستانه بین‌المللی است.

## سیستم Habsora
اسرائیل از یک سیستم هوش مصنوعی به نام "Habsora" استفاده می کند تا مشخص کند که نیروی هوایی اسرائیل کدام اهداف را بمباران خواهند کرد. این به طور خودکار یک توصیه هدف‌گیری را به یک تحلیلگر انسانی ارائه می‌کند،  که تصمیم می‌گیرد آن داده‌ها را به سربازان در میدان منتقل کند یا خیر.
هوش مصنوعی می تواند اطلاعات را بسیار سریعتر از انسان پردازش کند. ژنرال بازنشسته آویو کوهاوی ، رئیس ارتش اسرائیل تا سال 2023، اظهار داشت که این سیستم می تواند روزانه 100 هدف بمباران در غزه تولید کند. یک سخنران با مصاحبه NPR این ارقام را 50 تا 100 هدف در 300 روز برای 20 افسر اطلاعاتی و 200 هدف در 10 تا 12 روز برای Habsora تخمین زد.
گاردین گفتگویی را با چند تن از افسران اطلاعاتی ارتش اسرائیل منتشر کرد که می‌گوید، مردان فلسطینی مرتبط با شاخه نظامی حماس بدون در نظر گرفتن درجه یا اهمیت اهداف بالقوه در نظر گرفته می‌شوند،  و اعضای رده پایین حماس ترجیحاً هدف قرار خواهند گرفت. دو تن از منابع گفتند که حملات به ستیزه جویان رده پایین معمولاً با بمب هدایت‌ناپذیر انجام می شود و کل خانه ها را ویران می کند و همه را در آنجا می کشد. یکی از این منابع، گفته است که اسرائیل، بمب‌های گران‌قیمت را برای افراد کم اهمیت، خرج نمی‌کند.

## پیشینه فن آوری
هوش مصنوعی برخلاف نامش، توانایی تفکر یا هوشیاری را ندارد. بلکه سیستم‌هایی هستند که برای انجام وظایفی طراحی شده‌اند که معمولاً انسان‌ها با استفاده از توانایی‌های شناختی خود انجام می‌دهند. گاسپل از یادگیری ماشینی استفاده می کند که در آن به هوش مصنوعی مسئولیت تشخیص الگوها در مجموعه داده های گسترده (مانند تصاویر بافت های سرطانی، عکس هایی که حالات چهره را نشان می دهند، یا فیلم های نظارتی اعضای حماس که توسط تحلیلگران انسانی شناسایی شده اند) واگذار می شود و متعاقباً آن الگوها را در داده های جدید جستجو می کند.
منابع اطلاعاتی مورد استفاده گاسپل نامشخص است. با این حال، اعتقاد بر این است که داده های نظارتی گسترده از منابع مختلف را با هم ترکیب می کند. توصیه ها از تشخیص الگو به دست می آیند. فردی که شباهت های کافی را با افراد دیگری که به عنوان جنگجویان دشمن طبقه بندی می شوند نشان می دهد نیز ممکن است به عنوان یک جنگجو تعیین شود. Heidy Khlaaf، مدیر مهندسی AI Assurance در شرکت امنیت فناوری Trail of Bits، توسط NPR هوش مصنوعی در رابطه با مناسب بودن برای این کار مورد اشاره قرار گرفت. او اظهار داشت که «الگوریتم‌های هوش مصنوعی به‌طور دارای نقص ایمنی هستند و نرخ خطای بالایی را در برنامه‌هایی که نیاز به دقت، دقت و ایمنی دارند، نشان می‌دهند». بیانکا باگیارینی، مدرس مرکز مطالعات استراتژیک و دفاعی دانشگاه ملی استرالیا، اظهار داشت که هوش مصنوعی «در محیط‌های قابل پیش‌بینی که در آن مفاهیم عینی، به طور منطقی پایدار و از لحاظ درونی سازگار هستند، مؤثرتر هستند». او چالش تمایز قائل شدن بین جنگجویان و غیر جنگجویان را برجسته کرد، وظیفه ای که حتی انسان ها اغلب برای به انجام رساندن آن تلاش می کنند. خلف تأکید کرد که تصمیمات اتخاذ شده توسط چنین سیستمی کاملاً متکی به داده هایی است که بر اساس آن آموزش دیده است. این تصمیمات از استدلال، شواهد واقعی یا علت و معلول ناشی نمی شوند. بلکه منحصراً بر اساس احتمالات آماری هستند.
گاسپل توسط بخش مدیریت هدف ارتش، که به نام اداره اهداف یا اداره هدف نیز شناخته می شود، استفاده می شود که در سال 2019 در داخل اداره اطلاعات ارتش اسرائیل تأسیس شد. این ابتکار برای پرداختن به مسئله تخلیه گزینه های هدف نیروی هوایی ایجاد شد. کوهاوی این لشکر را «با قابلیت‌های هوش مصنوعی» و متشکل از صدها افسر و سرباز توصیف کرد. گاردین، فراتر از وظایف خود در زمان جنگ، گزارش داد که در سال‌های اخیر به ارتش اسرائیل در جمع‌آوری بانک اطلاعاتی از حدود 30000 تا 40000 شبه نظامی مظنون کمک کرده است. بعلاوه، سیستم‌هایی مانند گاسپل در ایجاد فهرست‌هایی از افرادی که مجاز به ترور تلقی می‌شوند، مؤثر بوده‌اند.

## استفاده ۲۰۲۱
کوهاوی لشکر مورد نظر با استفاده از گاسپل را با یک ماشین مقایسه کرد و اظهار داشت که هنگامی که این دستگاه در جریان درگیری در ماه مه ۲۰۲۱ عملیاتی شد، روزانه ۱۰۰ هدف تولید می کرد که ۵۰ مورد از آنها درگیر بودند. این افزایش قابل توجهی را در مقایسه با نرخ قبلی ۵۰ هدف در سال در غزه نشان می دهد. طبق گزارش ارتش، حدود ۲۰۰ مورد از اهداف شناسایی شده توسط اسرائیل در جریان درگیری در غزه از گاسپل بدست آمده است، از مجموع ۱۵۰۰ هدفی که درگیر شده بودند. این رقم شامل اهداف ثابت و متحرک می شود. مؤسسه یهودی برای امنیت ملی آمریکا در گزارش پس از اقدام، مشکلی را شناسایی کرد و بیان کرد که این سیستم اطلاعاتی در مورد هدف مورد نظر دارد، اما فاقد اطلاعات در مورد آنچه نبوده است. این سیستم بطور انحصاری بر داده های آموزشی متکی است، و اطلاعاتی که تحلیلگران انسانی بررسی کرده بودند و تعیین کرده بودند که هدف نیستند، حذف شد و خطر سوگیری وجود داشت. معاون رئیس جمهور ابراز امیدواری کرد که این امر از آن زمان اصلاح شده باشد.

## واکنش‌ها
- آنتونیو گوترش ، دبیر کل سازمان ملل متحد، گفت که از گزارش‌ها مبنی بر استفاده اسرائیل از هوش مصنوعی در عملیات نظامی خود در غزه «عمیقاً ناراحت» است و گفت که این عمل غیرنظامیان را در معرض خطر قرار می‌دهد و مسئولیت‌پذیری را مخدوش می‌کند.[۲۴]
- مارک اوون جونز، استاد دانشگاه حمد بن خلیفه ، در مورد سیستم هوش مصنوعی گفت: «بیایید واضح بگوییم: این یک نسل کشی با کمک هوش مصنوعی است، و در آینده، نیاز به توقف استفاده از هوش مصنوعی در جنگ وجود دارد.».[۲۵]
- بن سائول ، گزارشگر ویژه سازمان ملل، اظهار داشت که اگر گزارش‌های مربوط به استفاده اسرائیل از هوش مصنوعی صحت داشته باشد، «بسیاری از حملات اسرائیل در غزه جنایت جنگی خواهند بود».[۲۶]